# Vicks VapoRub

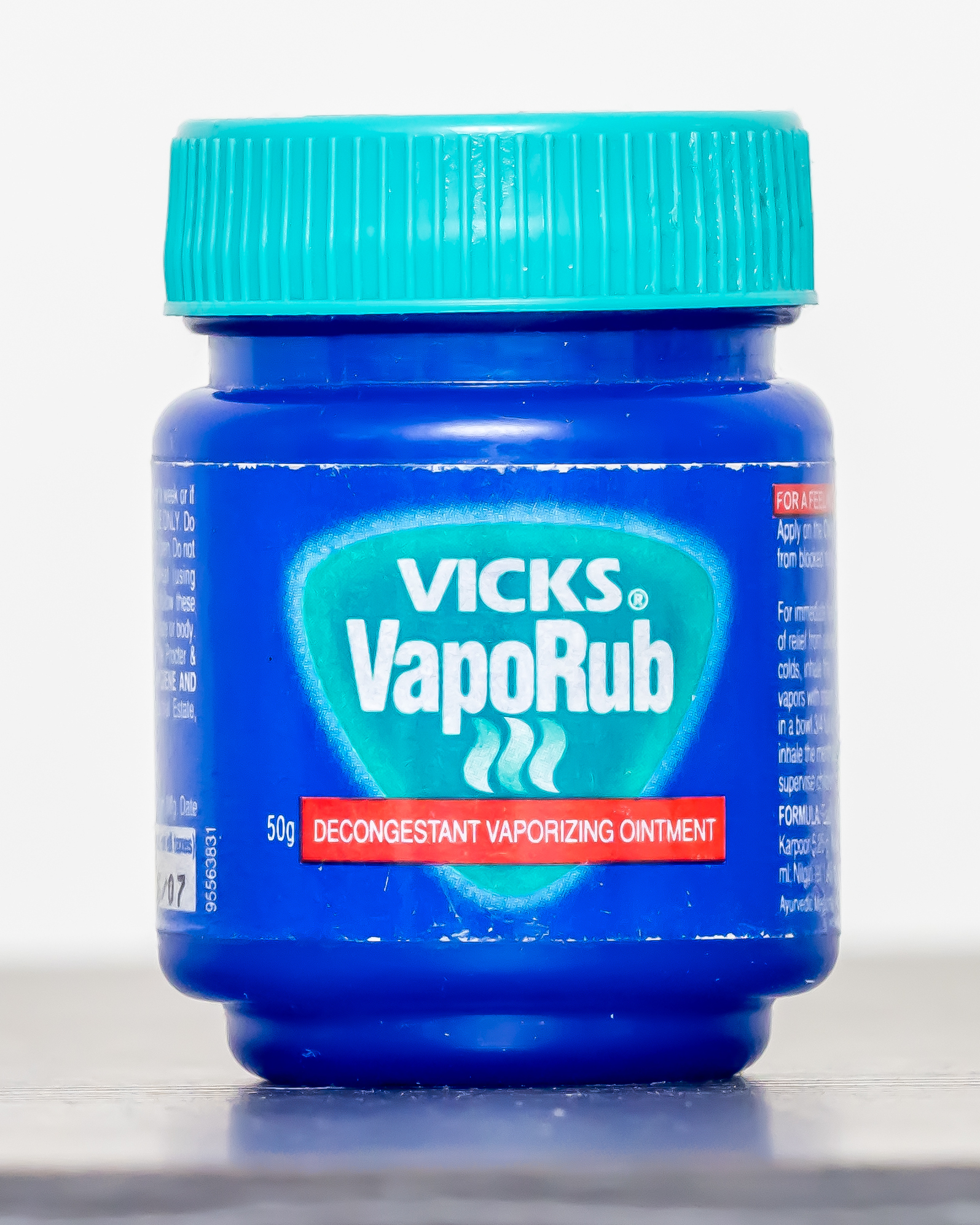
Bote de Vicks VapoRub.

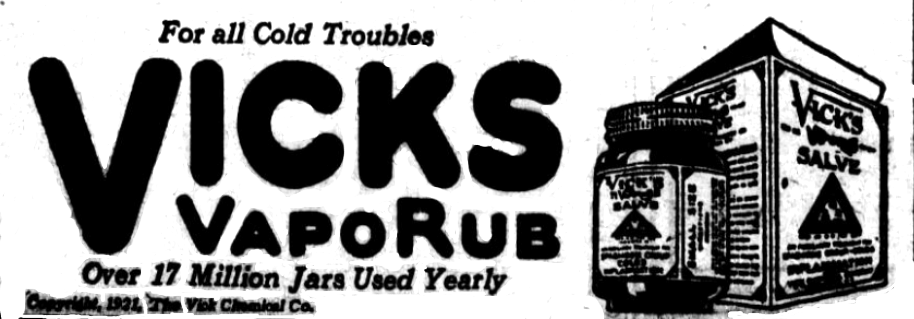
Anuncio de Vicks VapoRub (1921-1922).

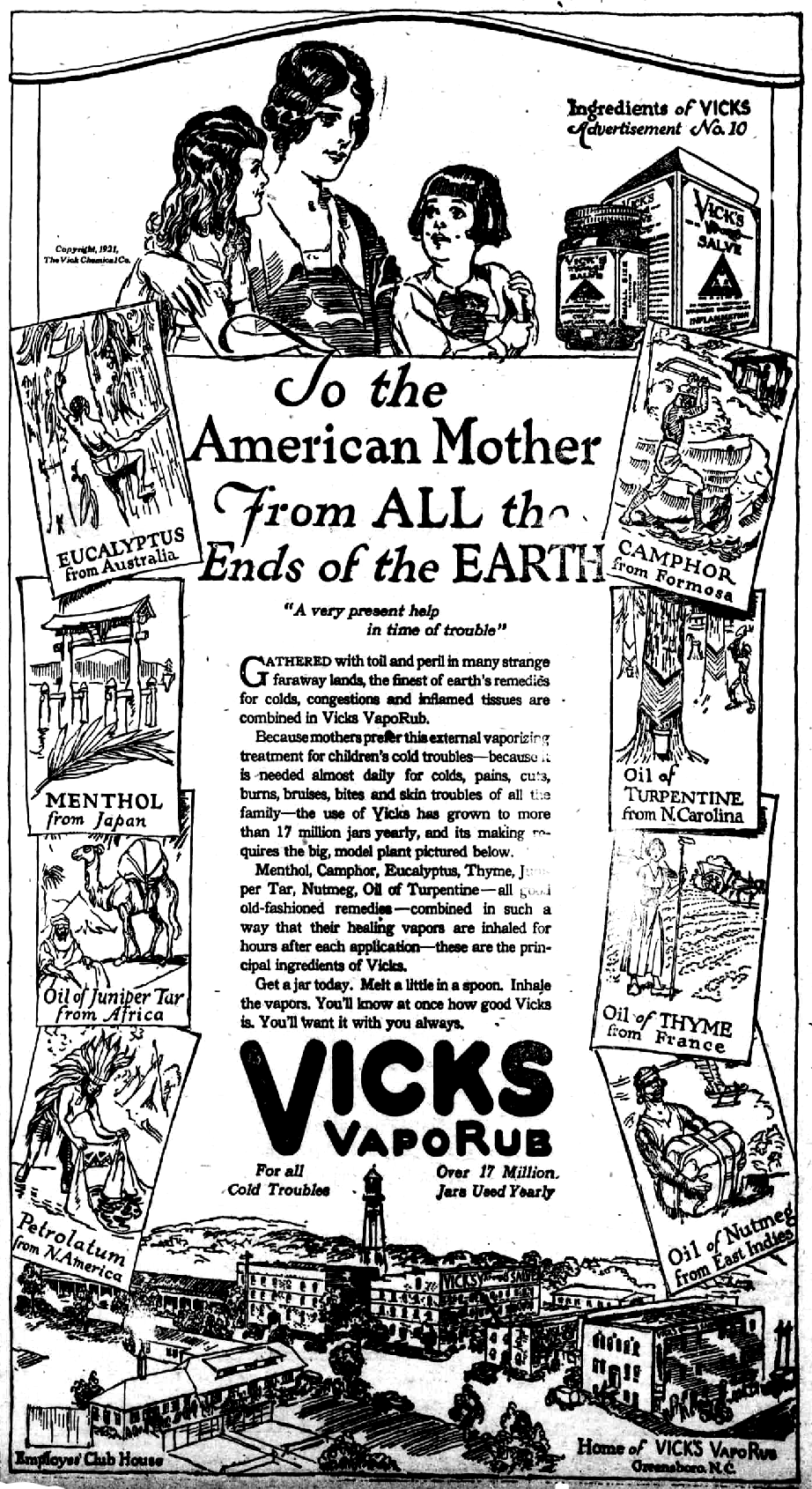
Anuncio de Vicks VapoRub (1922).

Vicks VapoRub (Vick Vaporub en Latinoamérica) es el nombre comercial e industrial de un ungüento a base de mentol y eucalipto creado para aliviar la congestión nasal y demás síntomas en situaciones de gripe y resfriado. La marca es propiedad de la multinacional Procter & Gamble (P&G).

## Historia
Su inventor fue Lunsford Richardson, un farmacéutico de Selma, Carolina del Norte, fundador de la Vick Chemical Company, que luego se transformaría en la Richardson Vicks Inc.
Se cree que el nombre de "Vicks" lo puso en honor a su cuñado y amigo, el Doctor Joshua W. Vick, o por las semillas de la "Vick's Plant" (Plectranthus hadiensis).
Inicialmente se comercializó en Estados Unidos con el nombre de Vicks Croup and Pneumonia Salve. En 1885 recibió el nombre de Vick Garupa Magia y fue rebautizado como Vicks VapoRub en 1898. Fue popularizado a través de anuncios, en almanaques y por emisoras de radio.

## Uso
Su uso ayuda a aliviar los síntomas nasales, puesto que sus constituyentes volátiles (mentol, alcanfor, eucaliptol) al tratarse de compuestos vasodilatadores, producen una sensación de frescura y ayudan a disminuir la viscosidad del catarro. Es muy utilizado en niños, pero los adultos también pueden beneficiarse de sus efectos en las mismas situaciones. No obstante, es un medicamento que debe ser usado con cautela por personas que presenten sensibilidad a compuestos fuertemente aromáticos.

## Tipos

### Fórmula magistral
Composición por cada 100 gramos:
- Alcanfor 5.3 gramos
- Mentol 2.82 gramos
- Aceite esencial de eucalipto 1.33 gramos
- Excipientes: Aceite de trementina, aceite esencial de nuez moscada, aceite esencial de hojas de cedro, timol, petrolato (c.s.p. 100 gramos).